# Championnat des Bermudes de football 1964-1965
Navigation
Saison 1970-1971
La saison 1964-1965 du Championnat des Bermudes de football est la seconde édition de la Premier Division, le championnat de première division aux Bermudes. Les douze formations de l'élite sont réunies au sein d'une poule unique où elles s'affrontent deux fois au cours de la saison. À l'issue du championnat, les deux derniers du classement sont relégués et remplacés par les deux meilleurs clubs de deuxième division.
C'est le tenant du titre, le Young Men's Social Club qui remporte à nouveau la compétition cette saison après avoir terminé en tête du classement final, avec quatre points d'avance sur Dock Hill Rangers et six sur le Somerset Cricket Club. Il s’agit du deuxième titre de champion des Bermudes de l'histoire du club, qui réussit le doublé en s'imposant en finale de la Coupe des Bermudes face à Dock Hill.

## Les clubs participants
- Southampton Rangers
- Young Men's Social Club
- Somerset Cricket Club
- Police RC
- Casuals SC
- Pembroke Hamilton Club
- Pembroke Juniors SC
- Bombardiers FC
- BAA Wanderers
- Wolves SC
- Dock Hill Rangers
- Devonshire Cougars

## Compétition
Le barème de points servant à établir le classement se décompose ainsi :
- Victoire : 2 points
- Match nul : 1 point
- Défaite : 0 point

### Classement
| Rang | Équipe                      | Pts | J  | G  | N | P  | Bp | Bc | Diff |
| ---- | --------------------------- | --- | -- | -- | - | -- | -- | -- | ---- |
| 1    | Young Men's Social Club'T'C | 36  | 22 | 15 | 6 | 1  |    |    |      |
| 2    | Dock Hill Rangers           | 32  | 22 | 14 | 4 | 4  |    |    |      |
| 3    | Somerset Cricket Club       | 30  | 22 | 13 | 4 | 5  |    |    |      |
| 4    | Police RC                   | 22  | 22 | 10 | 2 | 10 |    |    |      |
| 5    | Casuals SC                  | 22  | 22 | 10 | 2 | 10 |    |    |      |
| 6    | Pembroke Hamilton Club      | 20  | 22 | 7  | 6 | 9  |    |    |      |
| 7    | Pembroke Juniors SC         | 19  | 22 | 5  | 9 | 8  |    |    |      |
| 8    | Bombardiers FC              | 19  | 22 | 7  | 5 | 10 |    |    |      |
| 9    | BAA Wanderers               | 18  | 22 | 6  | 6 | 10 |    |    |      |
| 10   | Wolves SC                   | 18  | 22 | 5  | 8 | 9  |    |    |      |
| 11   | Southamton Rangers          | 16  | 22 | 6  | 4 | 12 |    |    |      |
| 12   | Devonshire Cougars          | 10  | 22 | 3  | 4 | 15 |    |    |      |

|  | Champion des Bermudes 1964-1965                                                         |
|  | Relégation en Second Division                                                           |
|  | T : Tenant du titre C : Vainqueur de la Coupe des Bermudes P : Promu de Second Division |

## Bilan de la saison
| Championnat des Bermudes de football 1964-1965 |                                    |
| Champion                                       | Young Men's Social Club (2e titre) |
| Coupes et trophées                             |                                    |
| Vainqueur de la Coupe des Bermudes 1964-1965   | Young Men's Social Club            |
| Promotions et relégations                      |                                    |
| Promus en Premier Division                     | Wellington Rovers                  |
| Promus en Premier Division                     | North Village Community Club       |
| Relégués en Second Division                    | Southamton Rangers                 |
| Relégués en Second Division                    | Devonshire Cougars                 |